# Tennis Masters Cup 2005 — парный турнир
Микаэль Льодра и Фабрис Санторо — победители турнира.
Чемпионы двух последних лет — Боб и Майк Брайаны защищали свой титул, но уступили в полуфинале Льодра и Санторо.

## Сеяные
1. Боб Брайан /  Майк Брайан (Полуфинал)
2. Йонас Бьоркман /  Максим Мирный (Группа)
3. Уэйн Блэк /  Кевин Ульетт (Полуфинал)
4. Даниэль Нестор /  Марк Ноулз (Группа)
5. Ненад Зимонич /  Леандер Паес (Финал)
6. Микаэль Льодра /  Фабрис Санторо (Титул)
7. Уэйн Артурс /  Пол Хенли (Группа)
8. Уэсли Муди /  Стивен Хасс (Группа)

## Сетка

### Используемые сокращения
- Q (англ. qualifier, дословно — квалифицировавшийся) — победитель квалификационного турнира.
- WC (англ. wild card, уайлд-кард) — специальное приглашение от организаторов.
- LD (англ. last direct acceptance, последний прямой допуск) — игрок, находящийся последним в списке участников, попадающих напрямую в основную сетку.
- LL (англ. lucky loser, лаки-лузер) — игрок с наивысшим рейтингом из проигравших в финальном раунде квалификации, приглашённый в качестве замены поздно снявшегося игрока основной сетки.
- Rt (англ. retired, дословно — снявшийся) — отказ игрока от продолжения игры по ходу матча.
- W/O (англ. walkover, дословно — проход) — выигрыш на невыходе соперника на игру.
- SE (англ. special exempt) — специальный допуск. Используется для игроков, которые удачно сыграли на неделе, предшествовавшей турниру, и потому не могли участвовать в квалификации.
- SR (англ. special rating) — специальный рейтинг. Даётся игроку, получившему травму и выбывшему из тура не менее чем на 6 месяцев и до двух лет. В этом случае его рейтинг на время лечения травмы «замораживается» и затем после возвращения, он имеет право заявляться на несколько турниров (определяется регламентом тура), чтобы попадать на турниры своего уровня.
- PR (англ. protected ranking, дословно — защищённый рейтинг). Используется для допуска в турнир игроков, пропустивших долгое время из-за травмы и опустившихся в рейтинге.
- ALT (англ. alternate) — альтернативный игрок в сетке (замена кого-то из поздно снявшихся с турнира).
- S (англ. suspended, дословно — отложен) — матч приостановлен из-за дождя или темноты.
- D (англ. defaulted) — один из спортсменов снят с турнира за неспортивное поведение.

### Финальные раунды
|  | Полуфиналы | Полуфиналы                    | Полуфиналы                    | Полуфиналы                    | Полуфиналы                    | Полуфиналы                    | Полуфиналы                    | Полуфиналы | Полуфиналы | Полуфиналы |   |                               | Финал                         | Финал                         | Финал                         | Финал                         | Финал                         | Финал                      | Финал                      | Финал | Финал | Финал |
|  |            |                               |                               |                               |                               |                               |                               |            |            |            |   |                               |                               |                               |                               |                               |                               |                            |                            |       |       |       |
|  | 1          | Боб Брайан Майк Брайан        | Боб Брайан Майк Брайан        | Боб Брайан Майк Брайан        | Боб Брайан Майк Брайан        | Боб Брайан Майк Брайан        | Боб Брайан Майк Брайан        | 3          | 67         |            |   |                               |                               |                               |                               |                               |                               |                            |                            |       |       |       |
|  | 1          | Боб Брайан Майк Брайан        | Боб Брайан Майк Брайан        | Боб Брайан Майк Брайан        | Боб Брайан Майк Брайан        | Боб Брайан Майк Брайан        | Боб Брайан Майк Брайан        | 3          | 67         |            |   |                               |                               |                               |                               |                               |                               |                            |                            |       |       |       |
|  | 6          | Микаэль Льодра Фабрис Санторо | Микаэль Льодра Фабрис Санторо | Микаэль Льодра Фабрис Санторо | Микаэль Льодра Фабрис Санторо | Микаэль Льодра Фабрис Санторо | Микаэль Льодра Фабрис Санторо | 6          | 7          |            |   |                               |                               |                               |                               |                               |                               |                            |                            |       |       |       |
|  |            |                               |                               |                               |                               |                               |                               |            |            |            | 6 | Микаэль Льодра Фабрис Санторо | Микаэль Льодра Фабрис Санторо | Микаэль Льодра Фабрис Санторо | Микаэль Льодра Фабрис Санторо | Микаэль Льодра Фабрис Санторо | Микаэль Льодра Фабрис Санторо | 65                         | 6                          | 7     |       |       |
|  |            |                               |                               |                               |                               |                               |                               |            |            |            | 6 | Микаэль Льодра Фабрис Санторо | Микаэль Льодра Фабрис Санторо | Микаэль Льодра Фабрис Санторо | Микаэль Льодра Фабрис Санторо | Микаэль Льодра Фабрис Санторо | Микаэль Льодра Фабрис Санторо | 65                         | 6                          | 7     |       |       |
|  |            |                               |                               |                               |                               |                               |                               |            |            |            |   |                               | 5                             | Ненад Зимонич Леандер Паес    | Ненад Зимонич Леандер Паес    | Ненад Зимонич Леандер Паес    | Ненад Зимонич Леандер Паес    | Ненад Зимонич Леандер Паес | Ненад Зимонич Леандер Паес | 7     | 3     | 64    |
|  | 3          | Уэйн Блэк Кевин Ульетт        | Уэйн Блэк Кевин Ульетт        | Уэйн Блэк Кевин Ульетт        | Уэйн Блэк Кевин Ульетт        | Уэйн Блэк Кевин Ульетт        | Уэйн Блэк Кевин Ульетт        | 3          | 4          |            |   |                               | 5                             | Ненад Зимонич Леандер Паес    | Ненад Зимонич Леандер Паес    | Ненад Зимонич Леандер Паес    | Ненад Зимонич Леандер Паес    | Ненад Зимонич Леандер Паес | Ненад Зимонич Леандер Паес | 7     | 3     | 64    |
|  | 3          | Уэйн Блэк Кевин Ульетт        | Уэйн Блэк Кевин Ульетт        | Уэйн Блэк Кевин Ульетт        | Уэйн Блэк Кевин Ульетт        | Уэйн Блэк Кевин Ульетт        | Уэйн Блэк Кевин Ульетт        | 3          | 4          |            |   |                               |                               |                               |                               |                               |                               |                            |                            |       |       |       |
|  | 5          | Ненад Зимонич Леандер Паес    | Ненад Зимонич Леандер Паес    | Ненад Зимонич Леандер Паес    | Ненад Зимонич Леандер Паес    | Ненад Зимонич Леандер Паес    | Ненад Зимонич Леандер Паес    | 6          | 6          |            |   |                               |                               |                               |                               |                               |                               |                            |                            |       |       |       |
|  | 5          | Ненад Зимонич Леандер Паес    | Ненад Зимонич Леандер Паес    | Ненад Зимонич Леандер Паес    | Ненад Зимонич Леандер Паес    | Ненад Зимонич Леандер Паес    | Ненад Зимонич Леандер Паес    | 6          | 6          |            |   |                               |                               |                               |                               |                               |                               |                            |                            |       |       |       |
|  |            |                               |                               |                               |                               |                               |                               |            |            |            |   |                               |                               |                               |                               |                               |                               |                            |                            |       |       |       |

### Групповой раунд
Золотистым выделены игроки, занявшие первые два места в своих группах.

#### Красная группа
| Посев | Теннисист                  | Брайан              | Нестор Ноулз  | Зимонич Паес        | Артурс Хенли        | Матчи | Сеты | Геймы | Место |
| ----- | -------------------------- | ------------------- | ------------- | ------------------- | ------------------- | ----- | ---- | ----- | ----- |
| 1     | Боб Брайан Майк Брайан     |                     | 6–4, 6–4      | 7–5, 6–7(5), 7–6(7) | 5–7, 7–6(3), 6–7(4) | 2-1   | 5-3  | 50–46 | 1     |
| 4     | Даниэль Нестор Марк Ноулз  | 4–6, 4–6            |               | 5–7, 7–5, 3–6       | 3–6, 4–6            | 0-3   | 1-6  | 30–42 | 4     |
| 5     | Ненад Зимонич Леандер Паес | 5–7, 7–6(5), 6–7(7) | 7–5, 5–7, 6–3 |                     | 7–6(3), 7–6(6)      | 2-1   | 5-3  | 50–47 | 2     |
| 7     | Уэйн Артурс Пол Хенли      | 7–5, 6–7(3), 7–6(4) | 6–3, 6–4      | 6–7(3), 6–7(6)      |                     | 2-1   | 4-3  | 44–39 | 3     |

Примечание: При равенстве выигранных и сыгранных матчей у трёх пар главным критерием отбора является соотношение выигранных и сыгранных сетов.

#### Золотая группа
| Посев | Теннисист                     | Бьоркман Мирный | Блэк Ульетт      | Льодра Санторо   | Муди Хасс          | Матчи | Сеты | Геймы | Место |
| ----- | ----------------------------- | --------------- | ---------------- | ---------------- | ------------------ | ----- | ---- | ----- | ----- |
| 2     | Йонас Бьоркман Максим Мирный  |                 | 5–7, 6–4, 4–6    | 6–7(3), 4–6      | 2–6, 4–6           | 0-3   | 1-6  | 31–42 | 4     |
| 3     | Уэйн Блэк Кевин Ульетт        | 7–5, 4–6, 6–4   |                  | 3–6, 6–3, 6–4    | 3–6, 7–6(7–1), 6–2 | 3-0   | 6-3  | 48–22 | 1     |
| 6     | Микаэль Льодра Фабрис Санторо | 7–6(3), 6–4     | 6–3, 3–6, 4–6    |                  | 6–4, 4–1 — отказ   | 2-1   | 5-2  | 36–30 | 2     |
| 8     | Уэсли Муди Стивен Хасс        | 6–2, 6–4        | 6–3, 6–7(1), 2–6 | 4–6, 1–4 — отказ |                    | 1-2   | 3-4  | 31–32 | 3     |